# Dům čp. 67 (Zlaté Hory)
Dům čp. 67 se nachází na ulici Palackého ve Zlatých Horách v okrese Jeseník. Byl zapsán do Ústředního seznamu kulturních památek ČR před rokem 1988 a je součástí městské památkové zóny.

## Historie
Zlaté Hory, někdejší Cukmantel, zažily největší rozvoj v 16. století, kdy zde byla výnosná těžba zlata. V 17. století je město za třicetileté války vyrabováno Švédy a pak následovaly čarodějnické procesy. Mezi další postihy v průběhu století (16., 17. 18. a 19. století) byly požáry, povodně, různé epidemie, válečné útrapy a ve 20. století světové války. Pohromy se projevily ve schopnosti obyvatel se vzchopit a město obnovit. Výstavba měšťanských domů od jeho povýšení na město ve 14. století byla těmito událostmi poznamenána. Většina domů má středověký původ. Jádro zděných domů se nachází v centru města a mají rysy renesančního slohu. Další přestavby jsou v empírovém slohu, ve kterém se stavělo nebo přestavovalo ještě v 19. století. Ve 20. století byly stavby měněny v historizujícím, secesním, postsecesním i tradicionálním stylu, a také v socialistické architektuře. Po vybourání hradeb se k zachovalému historickému centru napojovaly okrajové části a město se začalo rozrůstat do šířky. V 19. století dochází k zasypání vodního koryta (1802), které procházelo náměstím, empírové přestavbě, vydláždění ulic (dláždění náměstí v roce 1833) a zavedení pouličního osvětlení (olejové lampy 1839). Na začátku 20. století vznikají lázně (1879) nová pohostinství, plynárna (1905) a je stavěna kanalizace, vodovod, elektrifikace (do roku 1914) a výstavba nových domů (1914). V šedesátých letech dochází k úpravě náměstí, bourání historických domů a stavbě unifikovaných staveb (panelových domů). V roce 1992 byla nad historickým jádrem Zlatých Hor vyhlášena městská památková rezervace, která zahrnuje domy na ulici Kostelní, Palackého, Polská a na náměstí Svobody.
Mezi domy památkové zóny patří nárožní měšťanský dům na ulici Palackého čp. 67. Na starším jádře proběhla empírová přestavba v první polovině 20. století. Dům pravděpodobně patřil významným církevním objektům. V roce 2006 byla provedena oprava fasády.

## Popis
Dům je nárožní patrová omítaná stavba. Okapová fasáda je tříosá, štítová je čtyřosá, obě jsou členěné průběžnou římsou a konzolovou hlavní římsou. Mezi konzoly jsou vložené štukové rozety. Přízemí i patro je zdobeno kvádrovou bosáží. Okna obdélná s půlkruhovým záklenkem mají výraznou půlkruhovou bosovanou římsu. Ve štítovém průčelí jsou okna zazděná mimo patrové nad vchodem. Na korunní římsu nasedá orámovaný trojúhelníkový štít s půlkruhovým oknem v tympanonu. Střecha je sedlová. Ve štítové straně je pravoúhlý vstup zakončený půlkruhovým tympanonem. Místnosti jsou plochostropé. Architektonické prvky jsou odlišeny světle žlutou barvou.